# 積多福
積多福（英語：Super Jockey，來港前稱Okie Dokie，2008年9月29日—2025年2月10日），是一匹曾在紐西蘭、香港和韓國出賽的賽駒，來港後早期練馬師是李易達，後期練馬師是苗禮德。它亦是歷來首匹代表香港遠征韓國出賽的賽駒。

## 簡介
2013年5月26日，「積多福」於香港首次出賽。
2013年7月3日，「積多福」從李易達馬房轉投苗禮德馬房。
2013年10月6日，「積多福」打開其在港的勝利之門。
2015年3月28日，莫雅策騎「積多福」遠征杜拜，角逐美丹馬場的國際一級賽杜拜金莎軒錦標，最終取得第二名，以一個頭位之差僅敗給頭馬的美國代表「神秘集團」。
2016年3月26日，莫雷拉策騎「積多福」遠征杜拜，角逐美丹馬場的國際一級賽杜拜金莎軒錦標，最終取得第五名，落後頭馬的阿聯酋代表「無以倫比」六又二分之一個馬位之後過終點。
2016年9月11日，田泰安策騎「積多福」遠征韓國，勝出首爾馬場的韓國一級賽韓國短途錦標。
2018年1月22日，「積多福」宣告退役，結束在港的競賽生涯。其後在2019年6月，這匹泥地專家被送往澳洲墨爾本的Living Legends牧場頤養天年。然而，於新環境下，「積多福」退而不休，被訓練成一匹可作公開表演的賽駒，發放生命餘暉。此駒其後參加由Australian National Quarter Pony Society舉辦的馬匹表演賽，結果勇奪冠軍，在疫情下給其馬主劉耀棠家族帶來歡樂。
2025年2月10日，Living Legends發出公告，「積多福」在馬格內發生意外，以致盆骨嚴重受傷離世，享年16歲。

## 在港勝出賽事全紀錄
| 比賽日期   | 賽事名稱                     | 賽事班次 | 賽道 | 賽事路程 | 比賽馬場 | 名次 | 完成時間 | 騎師   |
| ---------- | ---------------------------- | -------- | ---- | -------- | -------- | ---- | -------- | ------ |
| 06/10/2013 | 馬拉華度賽馬會挑戰盃（讓賽） | 第三班   | 草地 | 1200米   | 沙田馬場 | 1    | 1:09.19  | 田泰安 |
| 08/12/2013 | 柏林讓賽                     | 第二班   | 草地 | 1200米   | 沙田馬場 | 1    | 1:09.10  | 莫雅   |
| 01/03/2015 | 花旗銀行環球理財服務讓賽     | 第一班   | 泥地 | 1200米   | 沙田馬場 | 1    | 1:07.81  | 潘頓   |

## 在港一級賽出賽全紀錄
| 比賽日期   | 賽事名稱           | 賽事班次 | 賽道 | 賽事路程 | 比賽馬場 | 名次 | 完成時間 | 騎師   |
| ---------- | ------------------ | -------- | ---- | -------- | -------- | ---- | -------- | ------ |
| 31/01/2016 | 百週年紀念短途盃   | HKG1     | 草地 | 1200米   | 沙田馬場 | 10   | 1:09.75  | 蘇兆輝 |
| 01/05/2016 | 主席短途獎         | G1       | 草地 | 1200米   | 沙田馬場 | 12   | 1:09.81  | 田泰安 |
| 11/12/2016 | 浪琴表香港短途錦標 | G1       | 草地 | 1200米   | 沙田馬場 | 8    | 1:09.37  | 田泰安 |

## 在港以外大賽出賽全紀錄
| 比賽日期   | 賽事名稱       | 賽事班次 | 賽道 | 賽事路程 | 比賽馬場     | 名次 | 完成時間 | 騎師   |
| ---------- | -------------- | -------- | ---- | -------- | ------------ | ---- | -------- | ------ |
| 28/03/2015 | 杜拜金莎軒錦標 | G1       | 泥地 | 1200米   | 美丹馬場     | 2    | —        | 莫雅   |
| 26/03/2016 | 杜拜金莎軒錦標 | G1       | 泥地 | 1200米   | 美丹馬場     | 5    | —        | 莫雷拉 |
| 11/09/2016 | 韓國短途錦標   | KOR G1   | 沙地 | 1200米   | 首爾賽馬公園 | 1    | 1:11.40  | 田泰安 |

## 外部連結
- . 2016-09-11  [2016-09-11]. （原始内容存档于2019-01-06）.